# Alcis bastelbergeri
Alcis bastelbergeri là một loài bướm đêm trong họ Geometridae.

## Hình ảnh

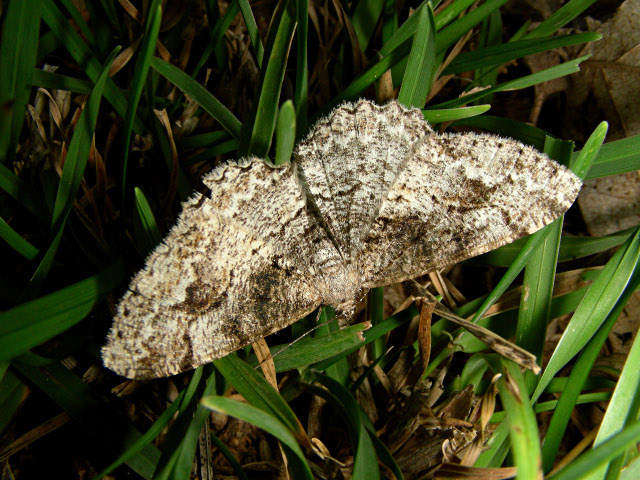